# WE ARE THE CHAMP 〜THE NAME OF THE GAME〜
WE ARE THE CHAMP 〜THE NAME OF THE GAME〜（ウィー・アー・ザ・チャンプ 〜ザ・ネーム・オブ・ザ・ゲーム〜）は、1993年に発表された楽曲である。

## 概要
原曲はTHE FANSの「Olé, Olé, Olé（THE NAME OF THE GAME）」（作曲：Armath）。「ANDERLECHT CHAMPION」（という別題もある。
日本サッカー協会公認'93日本代表オフィシャル応援歌として、また同年に開幕したJリーグでは、フジテレビの中継イメージソングにも採用された。
THE WAVES（無名のスタジオ・ミュージシャンらによるユニット）とSAY・Sの競作という形でそれぞれポニーキャニオンからシングルリリースされた。Jリーグブームの流れに乗って大ヒットし、出荷枚数はTHE WAVESとSAY・Sのものを合わせて120万枚を記録した。なお、Jリーグの公式テーマソングはこの曲ではなく、春畑道哉の「J'S THEME」である。
「日本でもっとも知られているサッカー応援歌」とも言われる。1993年当時、テレビ番組などにおけるサッカーに関する場面では必ずと言っていいほど流れていた。

## 楽曲の使用
Jリーグ発足前に、ロッテオリオンズの応援団が演奏していたことがある。
1993年にはとしまえんの、2010年にはソフトバンクのCMにも使用された。
1993年6月、第40回衆議院議員総選挙の執行に際して、日本新党山梨県支部の立候補者が本曲を選挙カーで流していたところ、ポニーキャニオンが楽曲の使用中止を求めた。同支部は本曲の使用をとりやめた。
スーパー戦隊シリーズの『忍者戦隊カクレンジャー』では第21話で妖怪サルガミを騙すシーンでこの曲が使用されている。また、同じく39話ではセイカイ／ニンジャイエローが妖怪ノッペラボウに「俺～、俺はここだ～！」と替え歌で挑発していた。
1996年には友栄のアーケードゲーム「エアーサッカー」のBGMに使用された（JASRAC許諾済み）。
また、ハドソンから発売されていたゲームソフト「桃太郎電鉄シリーズ」に使われていた「Sリーグ応援歌」という曲には、本曲のイントロが使われている。

## 原曲
元のメロディはメキシコ発祥とされ、南米をはじめとするスペイン語圏でサッカーをはじめとする様々なスポーツの応援メロディとして一般的に知られている。元々は闘牛観戦において19世紀より用いられていた。アルゼンチンでは、観客が「オレオレオレ」の後の2節目のメロディで応援する選手の名前を連呼しながら歌う。
初のレコードは1985年にベルギーのサッカーリーグの応援歌として、アーティスト「グラン・ジョジョ」(Grand Jojo) によってフランス語とフラマン語（オランダ語のベルギー方言）で「Anderlecht Champion」の題で録音された。翌1986年にはドイツ人歌手トニー・マーシャルによってドイツ語でも「Wir sind die Champions olé, olé, olé」の題で録音されている。
ルーマニア革命でニコラエ・チャウシェスクが失脚した時には、市民がこのメロディに乗せて「オレオレオレ、チャウシェスクはもういない」と合唱した。
この曲は、日本だけで総計300万枚以上を売り上げており、世界50か国以上でカバーされている。ブルース・スプリングスティーンやローリング・ストーンズのコンサートで観客がこのメロディに乗せて「オレオレオレ」と歌った映像も存在する。ベルリンの壁崩壊の際にも「オレオレオレ」が聞かれた。

## カバー

### オーレ!チャンプ
『ひらけ!ポンキッキ』にて、新井紀子の日本語詞により「オーレ!チャンプ」として歌われた（歌：NAKAZY、ガチャピン、ムック、世田谷ジュニア合唱団）。1993年4月28日にポニーキャニオンからシングル発売。CD売上は10万枚を超えた。1993年7月〜8月のポンキッキファミリーコンサートでの『ひらけ!ポンキッキ』における子供の好きな曲の来場者アンケートでは支持率67%で、2位の「ヤッホー!しんかんせん」の27%を大きく引き離して1位となった。
「オーレ!チャンプ」は水木一郎、森の木児童合唱団（日本コロムビア版カバー。1993年7月1日発売『こどものうた オーレ!チャンプ』（規格品番：COCC-10895）などに収録）、石原慎一（サンリオ版カバー。1994年5月21日発売『みんなでうたおう!こどものうた オーレ!チャンプ』に収録）によってカバーされている。

### WE ARE THE CHAMP NIPPON〜OLEOLE 2002 VERSION〜
2002年5月15日には36年会により「WE ARE THE CHAMP NIPPON〜OLEOLE 2002 VERSION〜」としてカバーされ、ポニーキャニオンからシングル発売された。カップリングはインストゥルメンタル版の「OLE OLE,THE SATOSHI TOMIIE INTERPRETATION」。

### その他のカバー
1994年にフォルテ・ミュージックエンタテインメント（販売：日本コロムビア）から発売されたオムニバス盤『燃えろ!スポーツ!歌ってスポーツ!・テレビ主題歌篇』（規格品番：FMCF-7031）にB-MEGA、森の木児童合唱団によるカバー版が収録された。